# Costituzione della Repubblica Popolare di Polonia
La Costituzione della Repubblica Popolare di Polonia (anche conosciuta come Costituzione di Luglio o Costituzione del 1952) fu approvata il 22 luglio 1952. Creata dai comunisti polacchi della Repubblica Popolare di Polonia, annullò la precedente Costituzione di Marzo e la Piccola Costituzione del 1947 (provvisoria); la nuova costituzione era basata sulla Costituzione sovietica del 1936, anche conosciuta come Costituzione di Stalin. Il testo russo della Costituzione fu rivisto e corretto da Stalin e in seguito tradotto in polacco. Fu legalizzato il Parlamento comunista e le leggi e i decreti introdotti in Polonia dal PKWN, che operò contemporaneamente all'arrivo dell'Armata Rossa nel 1944. Con le rivoluzioni del 1989 la Costituzione fu modificata significativamente, dal 1989 al 1992 (dal 29 dicembre 1989 fu semplicemente chiamata "Costituzione della Polonia") e fu sostituita dalla nuova Costituzione polacca il 2 aprile 1997.
La costituzione fu modificata 24 volte, e la più famosa modifica risale al 10 febbraio 1976. Quest'ultima dichiarò la Polonia uno stato socialista, dichiarò il partito PZPR come la forza dirigente nella costruzione del socialismo e definì la Polonia come eterna amica dell'Unione Sovietica.
La costituzione ruppe la tradizione della separazione dei poteri, e introdusse in sua vece la pratica sovietica della dittatura del proletariato. Il ramo legislativo del governo (il Parlamento polacco, il Sejm), doveva avere il massimo potere, in quanto espressione della volontà del popolo, ed avrebbe supervisionato il potere giudiziario e esecutivo del governo.

## Sejm
Il Sejm della Repubblica Popolare di Polonia ebbe inizio con 425 membri: inizialmente ogni deputato rappresentava 60.000 cittadini. La popolazione tuttavia crebbe negli anni sessanta e il collegamento di rappresentanza 1:60.000 fu abbandonato e il numero di deputati fu fissato a 460. Un articolo della costituzione stabiliva che i deputati erano responsabili di fronte al popolo e potevano essere licenziati dal popolo stesso, anche se questo articolo non fu mai veramente applicato.
Le leggi erano approvate con il voto di maggioranza. Il Sejm poteva votare sull'approvazione del bilancio come anche sui piani nazionali. L'assemblea deliberava ad ogni riunione, che veniva convocata dal Consiglio di Stato.
Il Sejm doveva anche scegliere un corpo denominato "Prezydium", scelto tra i suoi membri, e il Maresciallo del Sejm doveva sempre essere membro del partito Zjednoczone Stronnictwo Ludowe. Durante la prima riunione del Parlamento, il Sejm nominava il Primo Ministro insieme agli altri ministri (il Consiglio dei ministri) e i membri del Consiglio di Stato. Il Sejm sceglieva anche altre cariche governative, tra cui la Suprema Camera di Controllo della Polonia (Najwyższa Izba Kotroli, NIK), i membri del Tribunale di Stato (Trybunał Stanu) e del Tribunale Costituzionale (Trybunał Konstytucjny), come anche l'Ombudsman (Rzecznik Praw Obywatelskich) (le ultime tre istituzioni furono create negli anni ottanta).
Il Senato della Polonia era stato abolito con il referendum popolare del 1946, pertanto il Sejm era divenuto l'unico corpo legislativo della Polonia.

## Ramo esecutivo
Il potere esecutivo era detenuto dal Consiglio dei ministri e dal Consiglio di Stato. Quest'ultimo era eletto alla prima riunione del Sejm e rimaneva in carica quattro anni; poteva essere composto sia da deputati che persone qualsiasi, tuttavia i membri erano di solito scelti nel partito chiave (che era il Partito Operaio Unificato Polacco), anche se occasionalmente comprendeva membri non iscritti. Il Consiglio agiva da Capo di Stato (in pratica attraverso il Presidente del Consiglio di Stato), e pertanto rappresentava la Repubblica Popolare Polacca nelle relazioni esterne e nella ratifica dei trattati internazionali; il Consiglio deliberava anche in merito a questioni militari. Era il Consiglio a conferire la cittadinanza e a concedere la grazia; non possedeva iniziativa legislativa, ma poteva emettere decreti. Tuttavia, questi decreti dovevano essere confermati dal Sejm nella riunione successiva. Era ancora il Consiglio a definire l'interpretazione della legge.
Il Consiglio di Stato sostituì il precedente capo di Stato polacco, il Presidente della Polonia (l'ultimo fu Bolesław Bierut).

## Potere giudiziario
La Corte Suprema era l'istituzione che vigilava su tutti gli altri tribunali, che erano divisi in tribunali regionali, del voivodato e particolari (amministrativi e militari). Nel 1980 fu introdotta la Corte Suprema Amministrativa, e nel 1982 il Tribunale di Stato (che già esisteva nella Seconda Repubblica di Polonia), il Tribunale Costituzionale e l'Ombudsman.

## Emendamenti
Durante i suoi 45 anni di vita, la Costituzione della Repubblica Popolare Polacca fu soggetta a diverse modifiche; il testo venne cambiato 24 volte.
Alcuni dei maggiori cambiamenti che vennero posti in essere all'inizio della caduta del comunismo nel 1989 furono:
- Nell'aprile 1989, fu approvato il Rinnovamento di Aprile (nowela kwietniowa), che riportò in vita il Senato della Polonia e la carica di Presidente della Polonia. Il primo Presidente della Polonia dal 1952 fu Lech Wałęsa, eletto in occasione delle elezioni presidenziali del 1990.
- Nel dicembre 1989 il Sejm del Contratto cambiò il nome della nazione (da Repubblica Popolare di Polonia a Terza Repubblica Polacca) e tolse i riferimento alla Polonia come stato socialista.
- Il 17 ottobre 1992, gran parte della costituzione fu sostituita dalla Piccola Costituzione del 1992.

## Importanza
Come in molti altri Paesi comunisti, la costituzione era basata sulla costituzione sovietica del 1936 e pertanto servì principalmente come strumento di propaganda, non riuscendo a regolare le principali fonti di potere (il Partito Operaio Unificato Polacco, comunista, nel caso della Polonia).